# 新西兰植物保护网络
新西兰植物保护网络（英語：New Zealand Plant Conservation Network），是新西兰的一个非政府组织，致力于保护新西兰本土植物。2003年成立。
该组织的成员包括研究机构、非政府组织、政府雇员、私营企业、地主和植物园、植物学家、学校等。NZPCN的建立是为了维护新西兰生物多样性战略和植物保护全球战略。NZPCN通过网站和出版物宣传植物保护信息，协调管理异地生长的受威胁植物，提供植物保护培训计划，开展保护植物的公众活动。
NZPCN所建设的植物保护网站提供所有新西兰植物的信息。NZPCN还建立了全国受威胁物种种子库。
NZPCN每月出版杂志《Trilepidea》。还发布了新西兰本土维管植物及归化植物清单。NZPCN每年颁发植物保护奖。